# Berte Skeel
Berte Skeel (26. marts 1644 – 5. juli 1720) var en dansk adelsdame og medstifter af Roskilde Adelige Jomfrukloster. 

## Tidlige liv
Hendes forældre var rigsråd Christen Skeel og Birgitte Rud. Berte Skeel blev født på Vallø. Hun blev opdraget til dels i hjemmet, men efter moderens død i 1653 og faderens død i 1659 tillige hos forskellige kvindelige pårørende, herunder hendes faster Anne Skeel på Krastrup som hun boede ved fra 1653 til 1662.
Allerede 1657, i en alder af 13 år, blev hun trolovet med oberst Kjeld Lange, men da han faldt 1658 under Københavns belejring, blev hun 1660 forlovet og 30. januar 1662 gift med officer og amtmand Niels Rosenkrantz (1627-1676) til Stovgård. Han faldt under den Skånske Krig 1676 som generalløjtnant.  

## Enkestand
Derefter sad hun som enke i 44 år til sin død. I ægteskabet fødte hun 4 børn, som hun alle mistede. Børnene var Sophie Amalie (1662-1664), Christen (1665), Ingeborg Christine (1667) og Berte (1671). Grundet deres forbindelse med dronning Sophie Amalie, blev deres første datter opkaldt efter hende og fik hendes som gudmor.  
Hun søgte erstatning ved at opdrage en mængde adelige drenge og piger i sit hjem. Ofte holdt hun hus på Selsø, som hun købte i 1683 af sin gældstyngede svigerinde Vibeke Rosenkrantz. Allerede samme år opnåede hun fri birkeret for godset. Fra sin fader arvede hun Holbækgård, som hun i 1700 oprettede til stamhus for sin niece Charlotte Amalie Skeel, datter af hendes halvbror Mogens Skeel og hustru Helle Helene Rosenkrantz.
Efter at niecen et par år senere blev gift med stiftsamtmand Christian Ludvig von Plessen, overlod Berte Skeel administrationen af Holbækgård til ham. Det er dog bemærkelsesværdigt at hun i et brev til von Plessen tilbyder at betale krigsskat for hendes nu tidligere bønder på Holbækgård, ligesom hun betalte krigsskat for sine egne bønder på Selsø. Af korrespondancen findes følgende citat "Ihvor det gaar, må vi konservere vor Bonde saa længe vi kan."

## Roskilde Adelige Jomfrukloster og senere liv
1698 købte hun i sammen med Margrethe Ulfeldt, Niels Juels enke, Sortebrødregaard i Roskilde med tilhørende gods, hvoraf disse "tvende danske heltes enker" 1699 oprettede Roskilde Adelige Jomfrukloster. Denne stiftelse modtog mange gaver fra Berte Skeel, så den i de følgende århundreder trivedes og var til gavn for mange. Desuden stiftede hun flere mindre legater, mest til fordel for fattige.
I forbindelse med oprettelsen af jomfruklosteret købte Berte Skeel et kapel i Roskilde Domkirke, der skulle sikre at de adelige jomfruer en fornem begravelse. På en tavle i kapellet står "Høyædle og velbaarne fru Berte Skeel... har købt og betalt dette Kapel af Roskilde Domkirke og givet med alt sin brug til Roskilde Jomfru Kloster... som, saalænge Klosteret er til, skal høre det til."
I det hele taget var hun meget optaget af velgørenhed. Hendes hjem var altid åbent for enhver, der behøvede hendes råd og hjælp. Mange af hendes fæstebønder var hun behjælpelig, hvis de havde problemer med at udrede skattebetalingerne. Med denne omhu for sine undergivne forenede hun stor dygtighed i styrelsen af sine godser.  
I sine sidste år var hun svagelig, og efter få dages sygdom døde hun i København 5. juli 1720. Hun efterlod sig et ualmindeligt smukt eftermæle som en ædel og gudhengiven kvinde, hvilket bl.a. kan læses af hendes valgsprog "Ændre det vi kan, lide det vi skal."